# Тёмкина, Анна Адриановна
Тёмкина Анна Адриановна (род. 19 сентября 1960) — российский социолог, доктор философии в области социологических наук. Профессор Факультета политических наук и социологии Европейского университета в Санкт-Петербурге. Совместно с Еленой Здравомысловой руководит программой «Гендерные исследования» на базе Факультета политических наук и социологии Европейского университета в Санкт-Петербурге. В прошлом декан Факультета политических наук и социологии Европейского университета в Санкт-Петербурге (2003—2005 гг.). Один из ведущих специалистов в области гендерных исследований, феминистской теории, социологии здоровья и медицины в России. В качестве приглашенного преподавателя и исследователя работала в Европейском гуманитарном университете, Университете Йоэнсуу, Университете Тампере и Хельсинкском университете. В разное время являлась участником и руководителем многих исследовательских проектов, занималась организацией научных конференций и летних школ по гендерным исследованиям и исследованиям сексуальности. Является автором книги «Сексуальная жизнь женщины: между подчинением и свободой», опубликованной в 2008 году в издательстве Европейского университета в Санкт-Петербурге, в которой исследователь анализирует биографический опыт женщин из России, Армении и Таджикистана, где для социума характерно сочетание модернизационных и традиционалистских тенденций в сфере сексуальности. Совместно с Еленой Здравомысловой редактировала несколько сборников и монографий по гендерным исследованиям и социологии здоровья и медицины. Участвует в различных научно-популярных проектах, занимается научной публицистикой, является автором статей в книгах «Гендер для чайников» и «Гендер для чайников 2».

## Биография
Родилась в семье инженера А. С. Тёмкина — лауреата Государственной премии СССР.
- 2009 — получила именную профессуру по социологии общественного здоровья и гендера от корпорации «Новартис». С 2012 года профессура приобрела статус бессрочной.
- 2005 — становится членом общественного комитета по развитию Европейского университета в Санкт-Петербурге
- 2003—2005 являлась деканом факультета политических наук и социологии Европейского университета в Санкт-Петербурге
- 1997 — получила степень Доктор философии в области социальных наук в Хельсинкском университете. Вместе с Еленой Здравомысловой становится директором программы «Гендерные исследования» на базе Факультета политических наук и социологии Европейского университета в Санкт-Петербурге
- 1996 — становится доцентом Европейского университета в Санкт-Петербурге
- 1983 — закончила Экономический факультет Ленинградского государственного университета. Работала в Институте социологии РАН.

Научные интересы: гендерные исследования, феминистская теория, исследования сексуальности и репродуктивного здоровья в пост-советских обществах.

## Научные труды
Статьи, книги и главы в книгах на русском языке:
- 2014 Медикализация репродукции и деторождения: борьба за контроль. Журнал исследований социальной политики 12(3): 321—336.
- 2014 Феминистские рефлексии о полевом исследовании. Laboratorium 1: 84-112 (в соавторстве с Е. Здравомысловой).
- 2014 «Чтобы выдрать клок, нужно приложить максимум усилий». Семейная политика поддержки материнства: как ей воспользоваться?, в: М.Пугачева, В.Жаркова (ред.) Пути России. Новые языки социального описания. М.: Новое литературное обозрение, 280—294 (в соавторстве с Е. Бороздиной, Е. Здравомысловой).
- 2013 Советы гинекологов о контрацепции и планировании беременности в контексте современной биополитики. Журнал исследований социальной политики 11 (1): 7-24.
- 2013 Доверие и сотрудничество врача-гинеколога и пациентки, в: В. Лехциер (ред.) Общество ремиссии на пути к нарративой медицине. Самара: Изд-во «Самарский университет», 124—169. (в соавторстве с Е. Здравомысловой).
- 2012 Как распорядиться «материнским капиталом» или граждане в семейной политике. СОЦИС № 7 (в соавторстве с Е. Здравомысловой и Е. Бородиной).
- 2012 Доверительное сотрудничество во взаимодействии врача и пациентки: взгляд акушера-гинеколога. Здоровье и интимная жизнь: социологические подходы. Сборник статей под редакцией Е. Здравомысловой, А. Темкиной. СПб: Издательство ЕУСПб. С. 23-54 (в соавторстве с Е. Здравомысловой)
- 2012 Контрацептивные практики российских женщин: (без)опасность и медикализация. «Здоровье и интимная жизнь: социологические подходы». Сборник статей под редакцией Е. Здравомысловой, А. Темкиной. СПб: Издательство ЕУСПб. С. 210—240.
- 2012 Сексологи о здоровье, удовольствии и гендере. Здоровье и интимная жизнь: социологические подходы. Сборник статей под редакцией Е. Здравомысловой, А. Темкиной. СПб: Издательство ЕУСПб. С. 155—178 (в соавторстве с А. Роткирх).
- 2010 Добрачная девственность: культурный код гендерного порядка в современной Армении (на примере Еревана) Лабораториум № 1 С.129-159.
- 2009 Ушел ли в прошлое патриархат? Специфическая власть «слабого пола». Гендер для чайников-2. Под ред. И.Тартаковской Москва Звенья, С. 25-42 (в соавторстве с Е. Здравомысловой).
- 2009 Homo Sexualis и современность. Закончилась ли сексуальная революция. Гендер для чайников-2. Под ред. И.Тартаковской. Москва: Звенья, С. 137—162 (в соавторстве с И. Кон).
- 2009 «Врачам я не доверяю», но… Преодоление недоверия к репродуктивной медицине. Здоровье и доверие: гендерный подход к репродуктивной медицине: Сборник статей под ред. Елены Здравомысловой и Анны Тёмкиной. — СПб: Издательство ЕУСПб, С.179-210 (в соавторстве с Е. Здравомысловой).
- 2009 Гендерный подход в исследовании репродуктивных практик. Преодоление недоверия к репродуктивной медицине. Здоровье и доверие: гендерный подход к репродуктивной медицине: Сборник статей под ред. Елены Здравомысловой и Анны Тёмкиной. — СПб: Издательство ЕУСПб, С. 7-18 (в соавторстве с Е. Здравомысловой).
- 2009 Введение. Создание приватности как сферы заботы, любви и наемного труда. Новый быт в современной России: гендерные исследования повседневности. Под редакцией Е.Здравомысловой, А.Роткирх и А.Темкиной. СПб: Издательство ЕУСПб. С. 7-30 (в соавторстве с Е. Здравомысловой и А. Роткирх).
- 2009 Сексуальная жизнь и гендерная революция. Новый быт в современной России: гендерные исследования повседневности. Под редакцией Е.Здравомысловой, А.Роткирх и А.Темкиной. СПб: Издательство ЕУСПб, с. 33-67
- 2009 Отец, участвующий в родах: гендерное партнерство или ситуационный контроль? Новый быт в современной России: гендерные исследования повседневности. Под редакцией Е.Здравомысловой, А.Роткирх и А.Темкиной. СПб: Издательство ЕУСПб. С. 473—507 (в соавторстве с Е. Ангеловой).
- 2008 Сексуальная жизнь женщины: между подчинением и свободой. СПб.: Издательство ЕУСПб.
- 2008 Гендерная модернизация; по-советски vs традиционные сценарии сексуальной жизни. Ab Imperio N 3. С. 243—287.

Статьи на английском языке:
- 2014 Gender’s crooked path: Feminism confronts Russian patriarchy. Current Sociology 62(1) (coauth Elena Zdravomyslova).
- 2012 The Gender Question in Contemporary Russia. Global dialogue 3 (1)
- 2012 Sexual Therapy in Russia: Pleasure and Gender in a New Professional Field. In The Cultural Context of Sexual Pleasure and Problems: Psychotherapy with diverse clients, ed. Kathryn Hall & Cynthia Graham. Routledge, p. 228—240 (coauth with Anna Rotkirch and Elina Haavio-Mannila).
- 2011 Everyday live romantic discourse in Russia: Stability for women and status for men. In Love in our Time — A question for feminism, Ed. by S. Strid and A. Jonasdottir. GEXcek Work in progress Report, Volume 9, Orebro: 79-85.
- 2010 The Father Who Participates in Childbirth. Gender Partnership or Situation Control? Anthropology & Archeology of Eurasia, Vol. 49 (2), p. 9-43 (coauth with E. Angelova).
- 2010 Childbearing and Work-Family Balance among contemporary Russian women. Finish yearbook of Population Research, XLV, p. 83-103.
- 2008 Patients in Contemporary Russian Reproductive Health Care Institutions. Strategies of Establishing Trust. Democratizatiya, V 3, N 3, p.277-293 (coauth with E.Zdravomyslova).
- 2007 Who Helps the Degraded Housewives? European Journal of Women Studies, V.14, p. 349—357 (coauth with E.Zdravomyslovaand A.Rotkirch).
- 2005 Gendered Citizenship in Soviet and Post-Soviet societies, in: V.Tolz, S.Booth (eds.) Gender and Nation in Contemporary Europe. Manchester: Manchester. University Press, 96-115 (coauth Elena Zdravomyslova).
- 2003 Gender studies in post-Soviet society: Western frames and cultural differences. Studies in East European Thought, V.55 (1), p.51-61. (coauth with E.Zdravomyslova).
- 2001 Gender study and civic culture in contemporary Russia. Education and Civic Culture in Post-Communist Countries. S. Webber and I. Liikanen: 142—150.